# Lista najwyższych budynków w Los Angeles

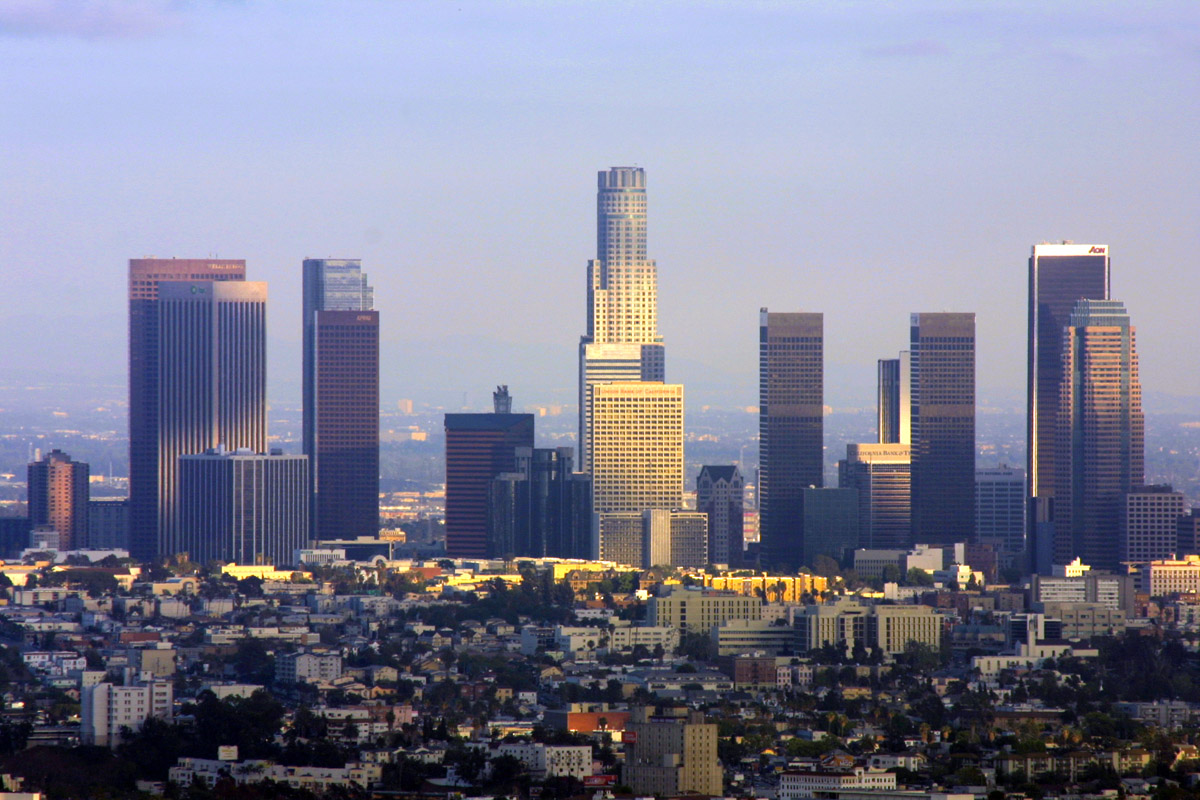
Centrum miasta.

Los Angeles jest drugim co do wielkości miastem w USA. Obecnie jest trzecim (po Chicago, i Nowym Jorku) z największych skupisk wieżowców w tym kraju. Znajdują się tu 53 budynki o wysokości 100 metrów wzwyż a łącznie obecnie w Los Angeles stoi 555 wieżowców. W 1929 roku wybudowano tu także The Richfield Tower o wysokości 100 metrów, jednak został zburzony aby zrobić miejsce dla nowego wieżowca - City National Tower. Obecnie w różnych fazach (budowane, zaaprobowane, planowane) jest 18 wieżowców. Pierwszy wieżowiec powstał tu w roku 1967 i jedynie przez 5 lat cieszył się mianem najwyższego w mieście. Obecnie najwyższym budynkiem w Los Angeles jest Wilshire Grand Center.

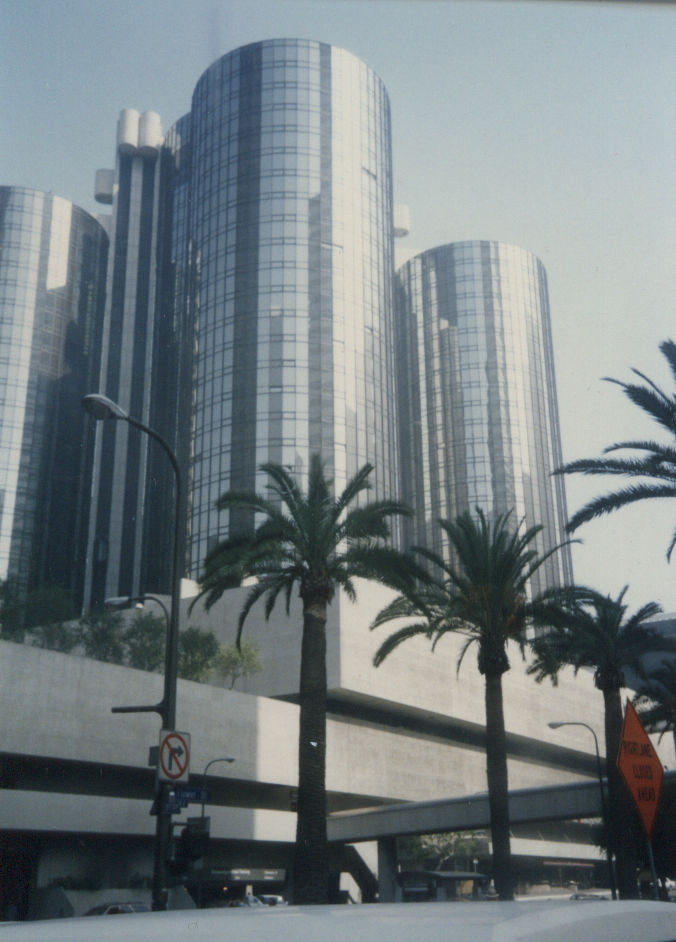
The Westin Bonaventure Hotel

| Ranking | Budynek                 | Zdjęcie | Wysokość strukturalna | Architekt                  | Liczba pięter | Rok budowy |
| ------- | ----------------------- | ------- | --------------------- | -------------------------- | ------------- | ---------- |
| 1       | Wilshire Grand Center   |         | 335,3 m               |                            | 73            | 2017       |
| 2       | U.S. Bank Tower         |         | 310,3 m               | Henry N. Cobb              | 73            | 1989       |
| 3       | Aon Center              |         | 261,5 m               | Charles Luckman            | 62            | 1973       |
| 4       | Two California Plaza    |         | 228,6 m               | Arthur Erickson            | 52            | 1992       |
| 5       | Gas Company Tower       |         | 228,3 m               | Richard Keating            | 52            | 1991       |
| 6       | Bank of America Plaza   |         | 224,0 m               | Albert C. Martin           | 55            | 1974       |
| 7       | 777 Tower               |         | 221,0 m               | César Pelli                | 52            | 1991       |
| 8       | Wells Fargo Tower       |         | 220,4 m               | Skidmore, Owings & Merrill | 54            | 1983       |
| 9       | Figueroa at Wilshire    |         | 218,5 m               | Albert C. Martin           | 53            | 1990       |
| 10      | City National Tower     |         | 213,1 m               | Albert C. Martin           | 52            | 1972       |
| 11      | Paul Hasting Tower      |         | 213,1 m               | Albert C. Martin           | 52            | 1972       |
| 12      | LA Live                 |         | 203 m                 | Gensler                    | 54            | 2010       |
| 13      | Citigroup Center        |         | 190,5 m               | Albert C. Martin           | 48            | 1979       |
| 14      | 611 Place               |         | 189,0 m               | William Pereira            | 42            | 1967       |
| 15      | One California Plaza    |         | 176,2 m               | Arthur Erickson            | 42            | 1985       |
| 16      | Century Plaza Tower II  |         | 174,0 m               |                            | 44            | 1975       |
| 17      | Century Plaza Tower I   |         | 174,0 m               | Minoru Yamasaki            | 44            | 1975       |
| 18      | KPMG Tower              |         | 170,7 m               | Minoru Yamasaki            | 45            | 1983       |
| 19      | Ernst & Young Plaza     |         | 162,7 m               | Skidmore, Owings & Merrill | 41            | 1985       |
| 20      | AIG SunAmerica Center   |         | 162 m                 | Johnson & Fain             | 39            | 1990       |
| 21      | TCW Tower               |         | 157,7 m               | Albert C. Martin           | 39            | 1990       |
| 22      | Union Bank Plaza        |         | 157,3 m               | Albert C. Martin           | 40            | 1968       |
| 23      | 10 Universal City Plaza |         | 154,3 m               | Skidmore, Owings & Merrill | 36            | 1984       |
| 24      | 1100 Wilshire Building  |         | 151,3 m               | Albert C. Martin           | 35            | 1987       |
| 25      | Fox Plaza               |         | 150,0 m               | Johnson & Fain             | 34            | 1987       |
| 26      | Constellation Place     |         | 150,0 m               | Johnson & Fain             | 35            | 2003       |
| 27      | The Century             |         | 146 m                 | Robert A. M. Stern         | 42            | 2009       |
| 28      | ARCO Tower              | \|      | 141 m                 | Gin Wong                   | 33            | 1989       |
| 29      | Los Angeles City Hall   |         | 138 m                 | Austin, Parkinson & Martin | 32            | 1928       |
| 30      | Equitable Lifr Building |         | 138 m                 | Welton Beckett             | 34            | 1969       |
| 31      | AT&T                    |         | 138 m                 | William Pereira            | 32            | 1965       |
| 32      | PacBell Tower           |         | 137 m                 | The Parkinsons             | 17            | 1961       |
| 33      | 5900 Wilshire           |         | 135 m                 | William Pereira            | 32            | 1971       |
| 34      | Warner Center Plaza II  |         | 126 m                 | Ware & Malcomb             | 25            | 1991       |
| 35      | MCI Center              |         | 126 m                 | Charles Luckman            | 33            | 1973       |